# Triệu Lạc Tế
Triệu Lạc Tế (tiếng Trung: 赵乐际; bính âm: Zhào Lèjì; sinh tháng 3 năm 1957) là chính khách nước Cộng hòa Nhân dân Trung Hoa. Ông là Ủy viên Ban Thường vụ Bộ Chính trị Đảng Cộng sản Trung Quốc khóa XX, khóa XIX, hiện là Ủy viên trưởng Ủy ban Thường vụ Đại hội Đại biểu Nhân dân Toàn quốc, lãnh đạo cấp quốc gia. Ông từng là Bí thư Ủy ban Kiểm tra Kỷ luật Trung ương; Bí thư Ban Bí thư, Bộ trưởng Bộ Tổ chức Trung ương; từng là Bí thư Tỉnh ủy của hai tỉnh là Thiểm Tây và Thanh Hải, và Tỉnh trưởng Thanh Hải.
Trước khi về trung ương công tác vào tháng 11 năm 2012, giữ chức vụ Ủy viên Bộ Chính trị Đảng Cộng sản Trung Quốc khóa XVIII, Triệu Lạc Tế là Tỉnh trưởng Chính phủ Nhân dân tỉnh Thanh Hải, Bí thư Tỉnh ủy tỉnh Thanh Hải và Bí thư Tỉnh ủy tỉnh Thiểm Tây. Ông là Ủy viên Ủy ban Trung ương Đảng Cộng sản Trung Quốc các khóa XVI, XVII, XVIII, XIX và XX. Ngày 25 tháng 10 năm 2017, Triệu Lạc Tế được bầu là thành viên trẻ nhất trong 7 Ủy viên Ủy ban Thường vụ Bộ Chính trị Trung Quốc và giữ cương vị Bí thư Uỷ ban Kiểm tra Kỷ luật Trung ương (CCDI), cơ quan chống tham nhũng của Đảng Cộng sản Trung Quốc, là người kế thừa và tiếp tục chiến dịch truy quét tham nhũng "đả hổ diệt ruồi" của Chủ tịch Trung Quốc Tập Cận Bình.

## Xuất thân và giáo dục

### Thân thế
Triệu Lạc Tế là người Hán sinh ngày 8 tháng 3 năm 1957, quê ở thành phố Tây An, tỉnh Thiểm Tây, đồng hương với ông Tập Cận Bình nhưng sinh ra và lớn lên ở Tây Ninh, thủ phủ tỉnh Thanh Hải tây bắc Trung Quốc do cha mẹ ông là cán bộ tăng cường cho khu vực biên giới này.

### Giáo dục
Tháng 2 năm 1977 đến tháng 1 năm 1980, Triệu Lạc Tế theo học chuyên ngành triết học khoa triết học tại Đại học Bắc Kinh. Năm 1996 đến năm 1998, ông theo học lớp nghiên cứu sinh chuyên ngành ngân hàng tiền tệ, Viện Nghiên cứu sinh thuộc Viện Khoa học xã hội Trung Quốc. Tháng 9 năm 1998 đến tháng 1 năm 1999, ông theo học lớp nâng cao cán bộ cấp tỉnh bộ tại Trường Đảng Trung ương Đảng Cộng sản Trung Quốc. Năm 2002 đến năm 2005, ông theo học chuyên ngành chính trị học lớp nghiên cứu sinh tại chức ở Trường Đảng Trung ương.

## Sự nghiệp

### Thanh Hải
Tháng 9 năm 1974, Triệu Lạc Tế là thanh niên trí thức "hạ phóng" về nông thôn ở đại đội Cống Ba, xã Hà Đông, huyện Quý Đức, tỉnh Thanh Hải lao động sản xuất. Tháng 7 năm năm 1975, ông gia nhập Đảng Cộng sản Trung Quốc. Sau đó, ông trở về Thông tín viên Sở Thương mại tỉnh Thanh Hải. Tháng 2 năm 1977 ông vào học tại Đại học Bắc Kinh với tư cách sinh viên Công-nông-binh khóa đầu.
Tháng 1 năm 1980, sau khi tốt nghiệp đại học, Triệu Lạc Tế quay về công tác tại cơ quan cũ đảm nhiệm cương vị cán sự Phòng Chính trị Sở Thương mại, giáo viên và Bí thư Đoàn Thanh niên Cộng sản trường Thương mại tỉnh Thanh Hải. Năm 1982, ông được bổ nhiệm làm Phó phòng Phòng Giáo vụ trường Thương mại tỉnh Thanh Hải. Năm 1983, ông được cử làm Phó Chủ nhiệm, Bí thư Đoàn Thanh niên Cộng sản Sở Thương mại tỉnh Thanh Hải. Tháng 12 năm 1984, ông được luân chuyển làm Bí thư Đảng ủy, Giám đốc Công ty Hóa chất ngũ kim đồ điện tỉnh Thanh Hải. Tháng 4 năm 1986, ông được bổ nhiệm làm Phó Giám đốc, Phó Bí thư Đảng ủy Sở Thương mại tỉnh Thanh Hải. Tháng 2 năm 1991, ông được bổ nhiệm làm Bí thư Đảng ủy, Giám đốc Sở Thương mại tỉnh Thanh Hải.
Tháng 2 năm 1993, ông được bổ nhiệm làm Trợ lý Tỉnh trưởng tỉnh Thanh Hải, Bí thư Đảng ủy, Giám đốc Sở Tài chính tỉnh Thanh Hải. Tháng 7 năm 1994, ông được bổ nhiệm giữ chức Phó Tỉnh trưởng tỉnh Thanh Hải. Tháng 3 năm 1997, ông được bổ nhiệm làm Bí thư Thành ủy Tây Ninh. Tháng 12 năm 1997, ông được bổ nhiệm làm Phó Bí thư Tỉnh ủy Thanh Hải kiêm Bí thư Thành ủy Tây Ninh. Tháng 8 năm 1999, ông được cử làm quyền Tỉnh trưởng tỉnh Thanh Hải. Tháng 1 năm 2000, khi mới 42 tuổi, Triệu Lạc Tế chính thức được bầu làm Tỉnh trưởng Chính phủ Nhân dân tỉnh Thanh Hải, trở thành tỉnh trưởng trẻ nhất Trung Quốc khi đó. Ngày 14 tháng 11 năm 2002, tại Đại hội Đảng Cộng sản Trung Quốc lần thứ 16, ông được bầu làm Ủy viên Ủy ban Trung ương Đảng Cộng sản Trung Quốc khóa XVI. Tháng 8 năm 2003, ông được bổ nhiệm giữ chức vụ Bí thư Tỉnh ủy Thanh Hải, Bí thư tỉnh trẻ nhất cả nước. Ngày 14 tháng 1 năm 2004, ông được bầu kiêm nhiệm chức vụ Chủ nhiệm Ủy ban Thường vụ Đại hội đại biểu nhân dân tỉnh Thanh Hải. Nhiệm kỳ của ông tại Thanh Hải được đánh dấu bởi sự tăng trưởng kinh tế nhanh chóng ở tỉnh này, GDP tăng gấp ba lần trong giai đoạn từ năm 2000 đến 2007.

### Thiểm Tây
Sau khi công tác tại Thanh Hải gần 30 năm, ngày 25 tháng 3 năm 2007, Trung ương Đảng Cộng sản Trung Quốc quyết định điều động Triệu Lạc Tế thay thế ông Lý Kiến Quốc làm Bí thư Tỉnh ủy Thiểm Tây. Ngày 21 tháng 10 năm 2007, tại Đại hội Đảng Cộng sản Trung Quốc lần thứ 17, ông được bầu làm Ủy viên Ủy ban Trung ương Đảng Cộng sản Trung Quốc khóa XVII. Ngày 23 tháng 1 năm 2008, ông được bầu kiêm nhiệm chức vụ Chủ nhiệm Ủy ban Thường vụ Đại hội đại biểu nhân dân tỉnh Thiểm Tây. Ở tỉnh Thiểm Tây, nơi người dân vẫn gọi ông là "bí thư nhân dân" vì những chuyến thăm thường xuyên tới các khu vực nghèo khó. Năm 2008, Thiểm Tây đạt mức tăng trưởng GDP 15%, trở thành một trong hai đơn vị cấp tỉnh khi đó hoàn thành mục tiêu tăng trưởng GDP trên 13%.

### Trung ương
Ngày 14 tháng 11 năm 2012, tại phiên bế mạc của Đại hội Đảng Cộng sản Trung Quốc lần thứ 18, ông được bầu làm Ủy viên Ủy ban Trung ương Đảng Cộng sản Trung Quốc khóa XVIII. Ngày 15 tháng 11 năm 2012, tại phiên họp toàn thể đầu tiên của Ủy ban Trung ương Đảng Cộng sản Trung Quốc khóa 18, ông được bầu làm Ủy viên Bộ Chính trị Đảng Cộng sản Trung Quốc khóa 18 kiêm Bí thư Ban Bí thư Trung ương Đảng Cộng sản Trung Quốc. Ngày 19 tháng 11 năm 2012, Trung ương Đảng Cộng sản Trung Quốc quyết định bổ nhiệm Triệu Lạc Tế giữ chức vụ Trưởng Ban Tổ chức Trung ương Đảng Cộng sản Trung Quốc thay cho ông Lý Nguyên Triều, phụ trách việc bổ nhiệm nhân sự đảng và biên soạn các báo cáo chi tiết về những lãnh đạo tiềm năng của đảng, dù ông lúc đó không phải gương mặt nổi bật trong bộ máy đảng.
Ngày 24 tháng 10 năm 2017, tại phiên bế mạc Đại hội Đảng Cộng sản Trung Quốc lần thứ XIX, Triệu Lạc Tế được bầu làm Ủy viên Ủy ban Trung ương Đảng Cộng sản Trung Quốc khóa XIX. Ngày 25 tháng 10 năm 2017, Ban Chấp hành Trung ương Đảng Cộng sản Trung Quốc khóa XIX tiến hành Hội nghị toàn thể lần thứ nhất, bầu ông làm Ủy viên Ban Thường vụ Bộ Chính trị Đảng Cộng sản Trung Quốc, trở thành một trong 7 người nắm quyền lãnh đạo tối cao tại Cộng hòa Nhân dân Trung Hoa và Ủy viên Thường vụ Ủy ban Kiểm tra Kỷ luật Trung ương, Bí thư Ủy ban Kiểm tra Kỷ luật Trung ương Đảng Cộng sản Trung Quốc. Ngày 10 tháng 3 năm 2023, tại kỳ họp thứ nhất của Đại hội Đại biểu Nhân dân toàn quốc khóa XIV, ông được bầu làm Ủy viên trưởng Ủy ban Thường vụ Đại hội Đại biểu Nhân dân Toàn quốc, kế nhiệm Lật Chiến Thư.

## Gia đình
- Cha: Triệu Hỉ Dân (tiếng Trung: 趙喜民; ngày 10 tháng 1 năm 1933 — ngày 19 tháng 6 năm 1999)
- Em trai: Triệu Lạc Tần (tiếng Trung: 赵乐秦; sinh tháng 1 năm 1960). Hiện giữ chức vụ Phó Chủ nhiệm Ủy ban Thường vụ Đại hội đại biểu nhân dân Khu tự trị dân tộc Choang Quảng Tây, Bí thư Thành ủy Thành phố Quế Lâm kiêm Chủ nhiệm Ủy ban Thường vụ Đại hội đại biểu nhân dân Thành phố Quế Lâm, tỉnh Quảng Tây.[8]